# 키수라
키수라 (현재의 텔 아부 하타브는 이라크의 고대 수메르 도시로 슈루팍의 북쪽 유프라테스강 중류의 서쪽 제방에 위치한다.
키수라의 주신은 닌우르타이며 후에 이샤라의 주요 메소포타미아 종교 중심이 키수라에 있었다. 그러나 키수라는 시리아,가나안과 히타이트의 넓은 영역에 걸쳐 숭배되었다고 생각된다.
키수라는 수메르 초기 2왕조인 기원전 2700년경에 세워졌다. 이시니툼 운하의 남단은 키수라에서 유프라테스 강으로 합류한다.

## 같이 보기
- 텔